# Тигран Саркисян
Тигран Суренович Саркисян (на арменски: Տիգրան Սարգսյան) е арменски политик, 12-и министър-председател на Армения, встъпил в длъжност на 9 април 2008 г.

## Биография

#### Ранен живот и образование
Тигран Саркисян е роден на 29 януари 1960 г. в град Ванадзор, Арменска ССР. В периода от 1980 до 1983 година учи в Санктпетербурския държавен университет по икономика и финанси.

#### Професионална и политическа кариера
От 1987 до 1990 година е началник на Отдела за външно-икономическите връзки на научни изследвания на Института за икономическо планиране в Армения. От 1988 до 1993 г. е председател на държавния Съвет на млади специалисти и учени. От 1990 до 1995 г. е член на Висшия съвет на Република Армения и председател на Постоянната комисия за финансови, кредитни и бюджетни въпроси. От 1995 до 1998 г. е директор на научни изследвания към Института за социални реформи. От 1995 до 1998 година е председател на Арменската банкова асоциация. На 3 март 1998 година става председател на Централната банка на Армения (CBA). На 9 април 2008 година е избран за министър-председател на Армения.